# Fort Amsterdam (Sint Maarten)

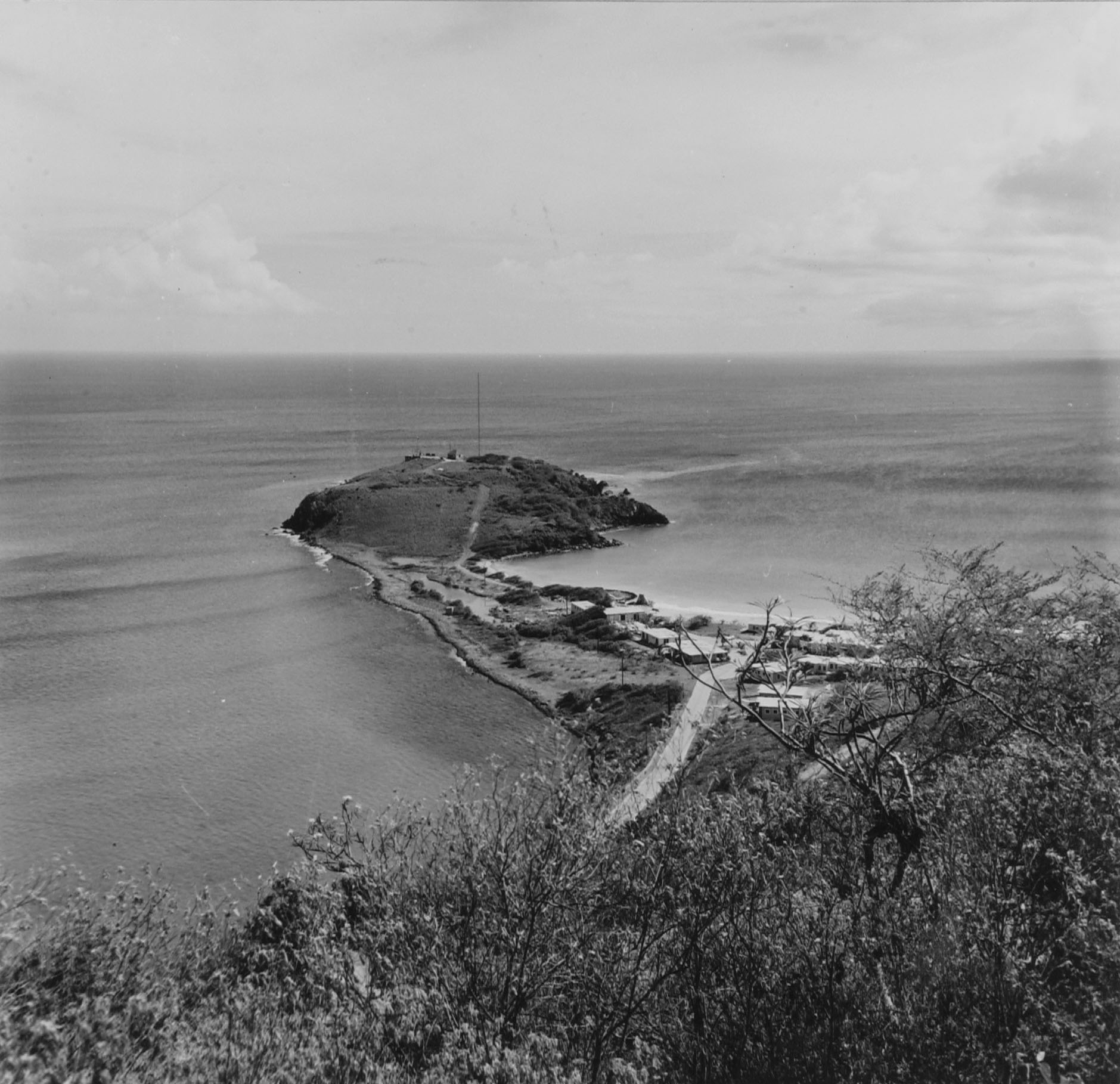
Het fort in 1964

Fort Amsterdam is een voormalig Nederlands fort in de buurt van Philipsburg op Sint Maarten. Het bastion ligt op een heuveltop op een schiereiland tussen Great Bay en Little Bay. 
Het is een van de drie forten op het eiland Sint Maarten. Naast Fort Amsterdam staat op het Nederlandse deel ook Fort Willem I. Het Franse deel, Saint Martin, beschikt over Fort Louis.

## Geschiedenis

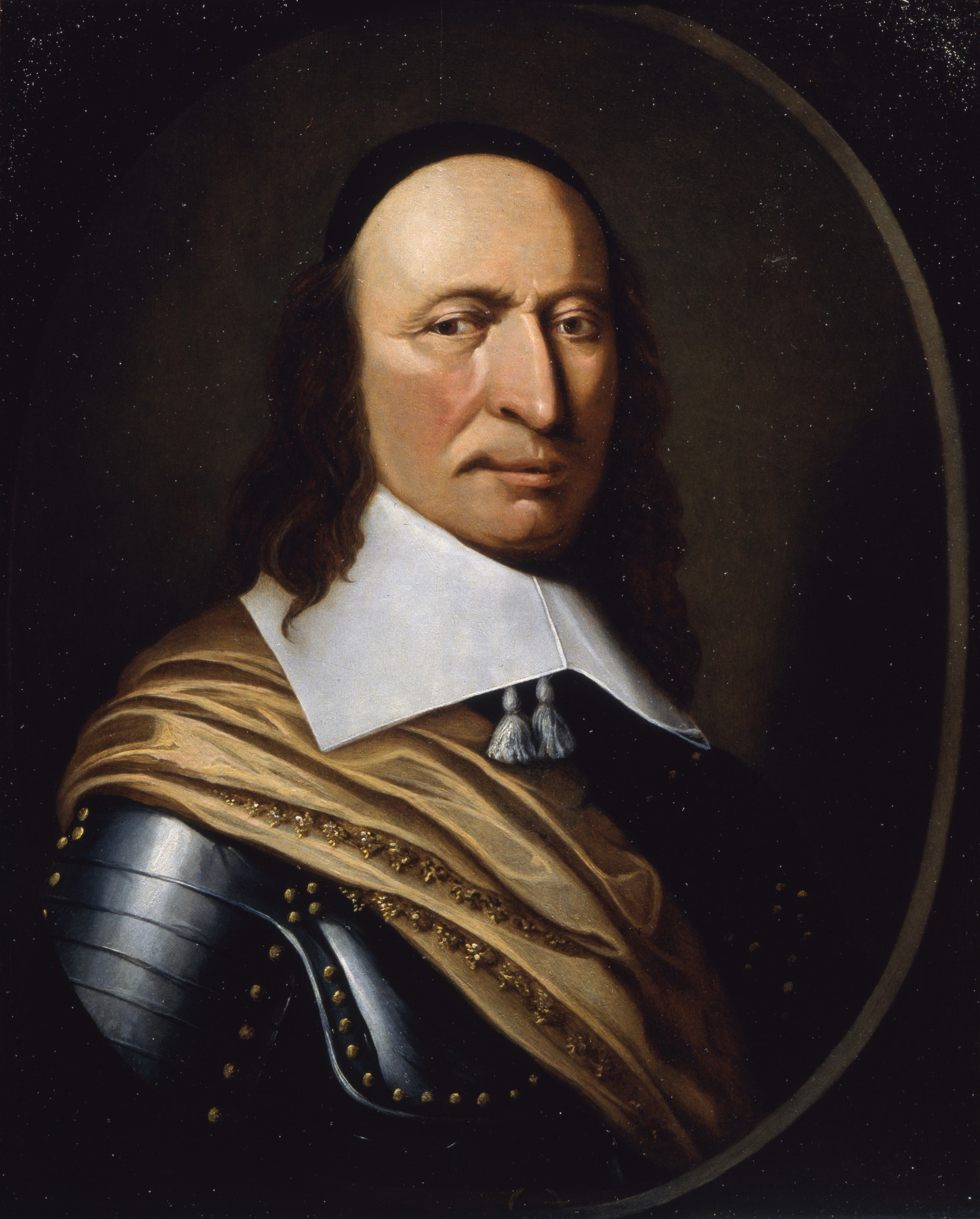
Peter Stuyvesant, die zijn been bij de aanval op het fort in 1644 verloor

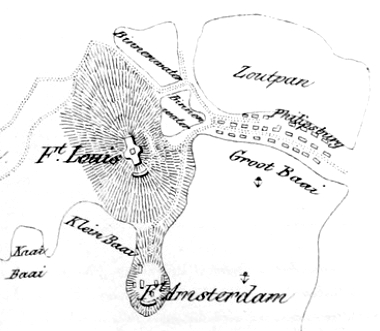
Kaart van Philipsburg in 1850

Het fort werd in 1631 gebouwd door de Nederlanders. Hiermee is het fort het eerste gebouw dat door Nederlanders op de Caraïben gebouwd werd. Twee jaar later echter werd het fort al ingenomen door de Spanjaarden. Zij behielden het fort tot 1648.
In 1644 werd er door Nederland een poging gedaan het fort opnieuw in handen te krijgen. De toenmalig directeur van Curaçao, Peter Stuyvesant leidde deze Aanval op Sint Maarten. Hij kwam met 800 man aan land bij Cay Bay en probeerde het fort in te nemen. Dit ging fout en het schot van een kanonskogel van de Spanjaarden raakte zijn rechterbeen. Dit werd later geamputeerd en de rest van zijn leven liep hij met een houten been.
In 1648 werd het eiland bij het Verdrag van Concordia verdeeld in een Frans en een Nederlands deel. Hiermee kwam het fort weer in Nederlandse handen. Het fort veranderde later nog vaak van eigenaar.